# Psicologia del traffico
La psicologia del traffico è una branca della psicologia che studia il comportamento degli utenti della strada e i processi psicologici sottostanti a questo processo così come la relazione tra comportamento e incidenti stradali. Ogni tanto riferita alla psicologia della mobilità, essa si concentra sui problemi legati alla mobilità, ai fattori individuali e sociali nel movimento delle persone e dei beni e travel demand management (TDM).
Non c'è un singolo quadro teorico nella psicologia del traffico ma  diversi modelli di spiegazione. Uno dei più importanti modelli comportamentali divide i compiti interessati alla gestione del traffico in tre livelli gerarchici: quello strategico, tattico ed operativo. Il modello dimostra la diversità di decisione quando si guida un veicolo. Comunque fino ad ora, la maggior parte dei modelli psicologici hanno avuto una natura euristica, come le teorie del rischio come l'ipotesi di compensazione del rischio, il modello di Fuller e non sono abbastanza precisi per permettere una concreta predizione e controllo del comportamento. Questo è in parte causato dalla importanza delle differenze tra gli individui, un argomento di psicologia  a cui non è dato sufficientemente credito nell'ambito del traffico e del trasporto. Dall'altra parte, i modelli attitudinali/comportamentali sociali e psicologici, come la teoria del comportamento pianificato di Ajzen, sono stati importanti nell'identificare elementi determinanti nelle decisioni sulla mobilità.